# Aphrodes costata
Aphrodes costata är en insektsart som beskrevs av Georg Wolfgang Franz Panzer 1799. Aphrodes costata ingår i släktet Aphrodes och familjen dvärgstritar. Inga underarter finns listade i Catalogue of Life.